# Bicrisia abyssicola
Bicrisia abyssicola är en mossdjursart som beskrevs av Arnold Girard Kluge 1962. Bicrisia abyssicola ingår i släktet Bicrisia och familjen Crisiidae. Det är osäkert om arten förekommer i Sverige. Inga underarter finns listade i Catalogue of Life.